# Dream Machine (Album)
Dream Machine ist das fünfte Studioalbum der deutschen Band Tokio Hotel. Es wurde am 3. März 2017 von Starwatch Music weltweit veröffentlicht.

## Hintergrund
Tokio Hotel kündigte bereits 2015 an, dass sie an einem neuen Album arbeiteten. Bill Kaulitz postete bald darauf einige Songtexte und kurze Ausschnitte der Lieder auf seinem Instagram-Account. Am 14. Januar 2016 gab die Band auf einer Vernissage im Berliner Hotel Adlon bekannt, dass sie in Berlin an einem neuen Album arbeite, das noch 2016 erscheinen sollte. Laut Aussagen von Bill Kaulitz sei der Vertrag mit Universal Music ausgelaufen, so dass die Band das neue Album selbst produziere. Im Dezember 2016 wurde bekannt, dass die Band vom ProSiebenSat.1-Label Starwatch Entertainment unter Vertrag genommen wurde. Am 3. März 2017 erschien das fünfte Album mit dem Titel Dream Machine, das über dem eigens gegründeten Sublabel Devilish GbR unter exklusiver Lizenz des Major-Labels Sony Music veröffentlicht wurde. Die Vermarktung des Albums begann zum Jahresende mit der Veröffentlichung der Singles Something New und What If. Im Februar 2017 folgten Musikvideos zu den beiden Songs. Am 12. März 2017 begann in London zudem die „Dream Machine Tour“ der Formation durch Europa mit mehreren Konzerten in Russland.
Am 5. Oktober 2017 feierte die Banddokumentation Hinter die Welt beim Kölner Filmfestival Premiere. Regie führte Oliver Schwabe. Am 20. Oktober 2017 erschien mit Boy Don’t Cry die dritte Singleauskopplung des Albums. Bereits am 22. Dezember 2017 wurde mit Easy die vierte und zugleich letzte Single veröffentlicht.

## Titelliste
1. Something New (5:21)
2. Boy Don’t Cry (3:32)
3. Easy (4:25)
4. What If (3:32)
5. Elysa (4:28)
6. Dream Machine (4:35)
7. Cotton Candy Sky (3:31)
8. Better (3:43)
9. As Young As We Are (3:48)
10. Stop, Babe (3:51)

Gesamtlänge: 40:46

## Rezensionen
Das Album bekam gemischtes Feedback. Der Musikexpress gab dem Album nur 2 von 5 Sternen. Das Album wurde allgemein für die guten Texte gelobt, kritisiert wurde hauptsächlich die Verwendung von Auto-Tune.